# تفشي إنفلونزا الخنازير 1976

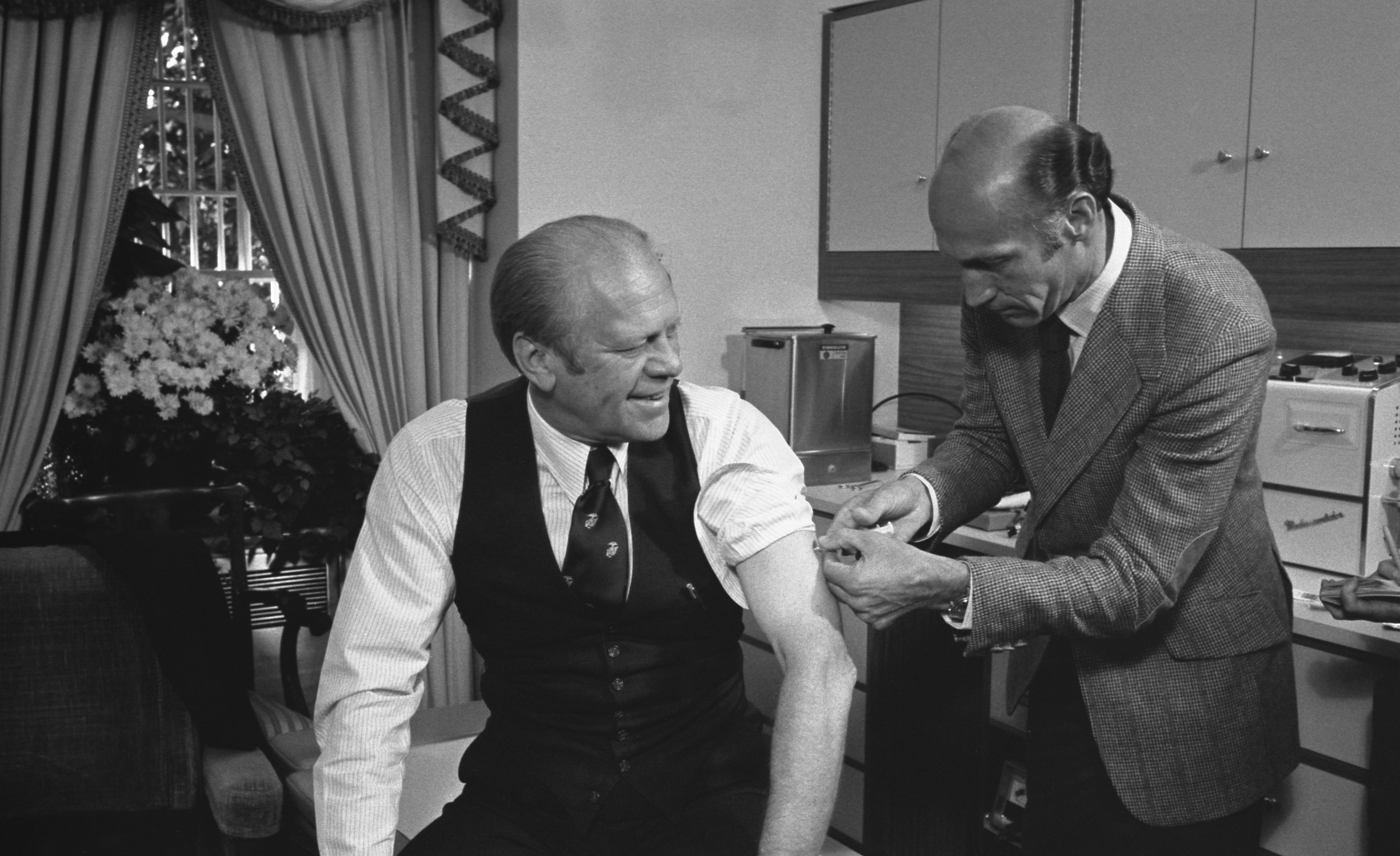
الرئيس الأمريكي جيرالد فورد يتلقى لقاحه ضد إنفلونزا الخنازير

في عام 1976 أدى تفشِ النوع الفرعي لفيروس إنفلونزا أ H1N1 من إنفلونزا الخنازير في فورت ديكس بنيو جيرسي إلى وفاةٍ واحدةٍ، ودخول 13 حالةٍ إلى المستشفى، وأيضًا إجراء برنامج تلقيحٍ شامل. بعد بدء البرنامج، ارتبط اللقاح بزيادة في تقارير حدوث متلازمة غيلان باريه، والتي قد تُسبب شللًا أو سكتة تنفسية، وأحيانًا إلى الوفاة. توقف برنامج التلقيح بعد أن أُعطيَّ اللقاح إلى حوالي 25% من سكان الولايات المتحدة.
كتب ريتشارد كراوس، والذي كان مدير المعهد الوطني للحساسية والأمراض المعدية في الفترة ما بين 1975 إلى 1984، أنَّ استجابة الحكومة لتفشي إنفلونزا الخنازير كانت سريعةً جدًا، أما الاستجابة للإيدز كانت بطيئة للغاية.

## التسلسل الزمني
في يناير 1976، اشتكى العديد من الجنود في فورت ديكس من مرض تنفسي شُخِّص على أنه إنفلونزا. في الشهر التالي، شارك الجندي ديفيد لويس -الذي ظهرت عليه الأعراض- في مسير قسري طوله خمسة أميال، لكنه انهار بعدها وتوفى. اختبرت وزارة الصحة في نيوجيرسي عينات من جنود فورت ديكس. كانت غالبية العينات من سلالة إنفلونزا فيكتوريا الشائعة مع وجود عينتان من سلالة أخرى جديدة. أُرسِلَت العينات غير النمطية إلى مراكز السيطرة على الأمراض في أتلانتا في جورجيا. وجد المركز أنها عبارة عن إنفلونزا خنازير أ وأنها مرتبطة بوباء الإنفلونزا الذي انتشر عام 1918 وقتل نحو 50- 100 مليون شخص في جميع أنحاء العالم.
تحقق مركز السيطرة على الأمراض من النتائج وأبلغ كلا من منظمة الصحة العالمية وولاية نيوجيرسي. في 13 فبراير، أكمل مدير مركز السيطرة على الأمراض -ديفيد سينسر- مذكرة تدعو إلى التحصين الشامل ضد إنفلونزا الخنازير. عقد مساعد مدير مركز السيطرة على الأمراض -بروس دول- مؤتمرًا صحفيًا في 19 فبراير، لمناقشة تفشي الإنفلونزا في فورت ديكس. ذكر بروس دول العلاقة بين سلالة الإنفلونزا هذه بجائحة عام 1918، وذلك كرد على أسئلة المراسلين.
أُبلِغ الرئيس الأمريكي جيرالد فورد رسميًا بمذكرة التفشي في 15 مارس وبرنامج التحصين المقترح. التقى بلجنة خبراء الشريط الأزرق التي ضمت جوناس سالك وألبرت سابين، ثم أصدر فورد إعلانًا متلفزًا لدعم برنامج التحصين الشامل. عُقِدَت جلسة استماع أمام اللجنة الفرعية لمخصصات مجلس الشيوخ الأمريكي للعمل والصحة والخدمات الإنسانية والتعليم والوكالات المرتبطة بذلك. في الجلسة، طلب ك. جوزيف ستيتلر -المتحدث باسم أحد شركات الأدوية- تعويضًا حكوميًا لمصنعي اللقاح. رفضت شركات الأدوية ميرك اند كوو وميريل ووايث وبارك دايفيس بيع الجرعات إلى الحكومة ما لم تضمن الحكومة ربحهم. في النهاية، خضعت الحكومة لمطالبهم وقدمت لهم الضمان.
صرحت لجنة المخصصات عن مشروع قانون خاص تضمن توفير 135 مليون دولار لبرنامج التحصين ضد إنفلونزا الخنازير، وهو ما وافقت عليه السلطات في 5 أبريل. بعد ذلك بيومين، عقدت منظمة الصحة العالمية مؤتمرًا لمناقشة الآثار المترتبة على تفشي إنفلونزا الخنازير على الفقراء. الدول.
في 8 أبريل، أبلغ مسؤول من شركة التأمين الفيدرالية شركة ميرك آند كو -الشركة المصنعة للقاح إنفلونزا الخنازير- أنهم سيتوقفون عن دعم منتجات لقاح إنفلونزا الخنازير الخاص بهم في 1 يوليو 1976. أبلغ ت. لورانس جونز -رئيس جمعية التأمين الأمريكية- مكتب الإدارة والميزانية أن التأمين لن يغطي مسؤولية دعم اللقاح ما لم تقم الحكومة بتمديد تأمين المسؤولية. كتب رئيس شركة ميرك مذكرة في اليوم التالي -13 أبريل- إلى مختلف الوكالات الحكومية، بما في ذلك البيت الأبيض، مؤكدًا فيها على «واجب التحذير». في مايو، أُعلِمَت شركات تصنيع اللقاح الأخرى -بما في ذلك ماريون ميريل داو وبارك ديفيس ووايث- بمشاكل التعويض من قبل شركات التأمين الخاصة بهم. أبلغ الأمين المساعد ثيودور كوبر البيت الأبيض في 2 يونيو أن تشريع التعويض سيكون ضروريًا لتأمين تعاون ميريل. في يونيو، طلبت شركات تصنيع اللقاح الأخرى نفس التشريع. بعد أكثر من أسبوعين، قدمت إدارة فورد للكونغرس اقتراحًا يدعو لتعويض مصنعي اللقاحات.